# ロバート・リチャードソン (物理学者)
ロバート・コールマン・リチャードソン（Robert Coleman Richardson,1937年6月26日-2013年2月19日）は、ワシントンD.C.生まれのアメリカ人物理学者である。

## 生涯
彼はバージニア工科大学に入学し、1958年に学士号を、1960年に修士号を得た。博士号は1965年にデューク大学で取得した。現在はコーネル大学で副研究科長を務め、研究室の運営には携わっていない。かつては極低温での物理現象に焦点をあてて研究を行い、1972年にヘリウム3の超流動を発見し、この業績によってデビッド・リー、ダグラス・D・オシェロフとともに、1976年のサイモン記念賞、1981年のオリバー・E・バックリー凝縮系賞と1996年のノーベル物理学賞を受賞した。
リチャードソンはアメリカのボーイスカウト（イーグルスカウト）に所属している。イーグルスカウト出身のノーベル賞受賞者は4人が知られている。物理学賞を受賞したリチャードソンとフレデリック・ライネス、化学賞を受賞したピーター・アグレとダドリー・ハーシュバックである。